# مارتن نواك
مارتن نواك (بالإنجليزية: Martin Nowak)‏ (و. 1965  م) هو رياضياتي، وأستاذ جامعي أمريكي، ولد في فيينا.

## التعليم
تعلم في جامعة فيينا.

## أعمال بارزة
من أهم أعماله:
- تطور التعاون.